# 王建平 (外交官)
王建平（1950年—2002年6月29日），天津人，中华人民共和国外交官。2002年在吉尔吉斯斯坦首都比什凯克遭到東突厥斯坦解放組織刺殺。

## 生平
1973年，王建平毕业于北京大学俄罗斯语言文学系，成绩优异。此后，他曾经在金融系统以及中国驻哈萨克斯坦大使馆任职。2000年，王建平被中华人民共和国外交部派往中国驻吉尔吉斯斯坦大使馆任一等秘书。2002年6月29日20时左右，王建平在比什凯克市中心的高尔基大街遭枪杀身亡。同时遇害的还有一名中国维吾尔族商人努尔买买提·乌马尔，当时该商人同王建平在同一辆汽车中，该商人负责驾驶汽车。遭枪杀后，王建平与该商人当场死亡。
王建平遇害案发生后不久，吉尔吉斯斯坦内政部官员称，不排除该案为东突厥斯坦独立运动恐怖分子发动的一起政治谋杀的可能性。还有报道称，吉尔吉斯斯坦内务部查明枪杀王建平的凶手均为东突分子，隶属于名为“自由突厥斯坦”的组织。吉尔吉斯斯坦方面逮捕了三名嫌疑犯（均为中华人民共和国籍人）：艾尔肯·牙克甫（Yakub Erkin）（被认定为东突分子，隶属“自由突厥斯坦”组织），卡拉（Mustafa Karay，即热合木土拉·依塞热衣）（涉及一起谋杀案，曾被中华人民共和国政府两次判刑，并曾在车臣及塔利班时期的阿富汗受训，在中华人民共和国遭到通缉，现持土耳其护照），萨利莫夫（译音）（比什凯克知名的维吾尔族商人）。后来吉尔吉斯斯坦内政部部长苏班比科夫于2002年7月4日首次指出，中国驻吉尔吉斯斯坦大使馆一等秘书王建平是因意外被杀害，犯罪嫌疑人的袭击目标是与王建平同车的维吾尔族商人努尔买买提·乌马尔，并表示因该案属黑帮利益纠纷，吉尔吉斯斯坦将不会引渡三名中国籍犯罪嫌疑人到中华人民共和国。后经查证，艾尔肯·牙克甫、热合木土拉·依塞热衣是杀害王建平的凶手。吉尔吉斯斯坦警方在其住处查获了作案用的手枪、手雷，并作了司法鉴定。
案件经过是，热合木土拉·依塞热衣、艾尔肯·牙克甫（均为中国新疆乌鲁木齐市人）于2002年6月29日20时在吉尔吉斯斯坦首都比什凯克市截住被害人努尔买买提·乌马尔驾驶的奔驰轿车。艾尔肯·牙克甫用手榴弹顶住被害人努尔买买提·乌马尔的头部。另一被害人王建平准备下车时，热合木土拉·依塞热衣向王建平头部开一枪，后又向努尔买买·乌马尔提开两枪，两名被害人当场死亡。两名凶手都是“东突解放组织”成员。
2002年7月4日，热合木土拉·依塞热衣、艾尔肯·牙克甫被从吉尔吉斯斯坦引渡回中国，同年10月31日被批准逮捕。2004年1月12日，新疆维吾尔自治区乌鲁木齐市中级人民法院一审判处热合木土拉·依塞热衣、艾尔肯·牙克甫死刑。艾尔肯·牙克甫提出上诉。2004年3月5日，新疆维吾尔自治区高级人民法院裁定驳回上诉，维持原判。2004年3月25日，新疆维吾尔自治区高级人民法院下达执行死刑命令，两名凶手被执行死刑。